# Percy Tait
Percy Tait (Meriden, 9 oktober 1929 - 17 november 2019) was een Brits motorcoureur. Percy Tait was een van de belangrijkste testrijders voor Triumph. Geschat wordt dat hij in die hoedanigheid meer dan een miljoen mijl (1,6 miljoen kilometer) heeft afgelegd. Na zijn carrière werd hij motordealer en daarna schapenboer, gespecialiseerd in zeldzame, prijswinnende schapenrassen. 

## Motortestcarrière
Percy Tait werd geboren op een steenworp afstand van de Triumph-fabriek in Meriden. Tijdens zijn dienstplicht werd hij motorordonnans, maar ook lid van het White Helmets Motorcycle Display Team (kortweg "The White Helmets") van de Britse verbindingstroepen. Dit was een team (opgericht in 1927 en opgeheven in 2017) dat demonstraties met motorfietsen gaf bij evenementen, onder meer bij de Isle of Man TT. Hier deed hij vanzelfsprekend grote vaardigheden met motorfietsen op. In 1950, 21 jaar oud ging hij aan het werk aan de lopende band bij Triumph in Meriden, maar hij werd al snel bij het Experimental Department (ontwikkelingsafdeling) geplaatst. Zijn chef Frank Baker moedigde hem aan om te gaan racen. Hij werkte onder hoofdconstructeur Doug Hele aan de ontwikkeling van de Triumph-motorfietsen. In 1958 ontwikkelden de Triumph-ingenieurs een krukas uit een stuk in een poging de 650cc-Tiger 100 sneller te kunnen maken. Directeur en voormalig constructeur Edward Turner vond het opvoeren van de Tiger 100 niet verantwoord omdat de bestaande driedelige krukas de trillingen nauwelijks aan kon. Met een testmodel met de nieuwe krukas, hoge compressie zuigers, twee carburateurs en een aangepaste uitlaat reed Percy Tait op het MIRA (Motor Industry Research Association)-testcircuit bij Nuneaton ruim boven de 200 km/uur. Frank Baker, hoofd van de ontwikkelingsafdeling, was onder de indruk en zag er - tegen de zin van Turner - een productiemodel in. De ontwikkeling ging razendsnel: op de London Motor Show in oktober 1958 werd de machine al gepresenteerd en nog in hetzelfde jaar begon de productie. Dit was de Triumph T120 Bonneville. Tait werkte voor Doug Hele met name aan de ontwikkeling van de frames, vooral toen de sterke Triumph T150 Trident/BSA A75 Rocket 3 moest worden ontwikkeld. Hij reed duizenden kilometers in slecht weer en maakte zeer lange sessies op MIRA en in windtunnels. Tijdens de Thruxton 500-endurancerace zag ingenieur Brian Jones dat Percy Tait de blaren op zijn handen koelde in een emmer water, waardoor hij wist dat zijn frames verbeterd moesten worden. Dat leidde tot de overwinning van John Hartle in de Production 750 TT van 1967.

## Motorracecarrière
Percy Tait debuteerde goed: Na enkele races met een 200c-Triumph Tiger Cub werd hij in de Clubmans Senior TT in het voorjaar van 1954 zesde met een BSA Gold Star. De Clubmans Senior TT was echter een race voor amateurs (clubmanracers). In het najaar startte hij met Norton Manx in de Manx Grand Prix, ook al een wedstrijd voor beginners. In de 350cc-Junior Race werd hij negende en in de 500cc-Senior Race viel hij uit. Van racen met Triumphs kon nog geen sprake zijn. Directeur Edward Turner was een tegenstander van snelheidssporten en de stoterstangen-motoren konden ook geen vuist maken tegen motoren met bovenliggende nokkenas als de Norton Manx en - in internationale wedstrijden - de 500cc-Gilera 500 4C en MV Agusta 500 4C en de 350cc-AJS 7R en Moto Guzzi Monocilindrica 350. Er bestonden dus geen Triumph-racemotoren. Tot halverwege de jaren zestig reed Tait aldus als privérijder in Angelsaksische races, zoals de Isle of Man TT en de Ulster Grand Prix. De Amerikaanse importeurs, die de belangrijkste markt voor Triumph vertegenwoordigden, vroegen echter om snelle machines om deel te nemen aan de Daytona 200. Kopklepmotoren mochten daaraan deelnemen als ze niet groter waren dan 500 cc, zijklepmotoren mochten 750 cc meten. In 1962 had Don Burnett al met een Triumph gewonnen, maar in 1966 bouwde men de Triumph T100R Daytona Super Sports met twee carburateurs, hoge compressie-zuigers en speciale nokkenassen waarmee Buddy Elmore de Daytona 200 opnieuw won. In 1968 herhaalde Gary Nixon die prestatie. Nu men toch deze speciale motorfietsen bezat, konden ze ook worden ingezet in het wereldkampioenschap wegrace. Tait reed vanaf het seizoen 1967 de T100R Daytona in verschillende versies, soms met een Métisse-frame, soms met schijfremmen en soms met een laag voor het motorblok geplaatste olietank, aanvankelijk nog in de Ulster Grand Prix en de Isle of Man TT, maar in het seizoen 1969 voor het eerst ook op het vasteland van Europa. Daar moest hij wennen aan de permanente circuits, want hij had voornamelijk op stratencircuits gereden.

### WK 1969
Bij zijn eerste race, de kletsnatte Franse Grand Prix, vocht hij met Angelo Bergamonti (Paton) om de tweede plaats tot hij problemen kreeg met een vastzittende gasschuif en de schijfrem in zijn achterwiel. In de TT van Assen lag hij op de derde plaats toen hij moest stoppen door een lekkende benzinetank. In de Belgische Grand Prix finishte hij als tweede en als enige die niet door Giacomo Agostini op een ronde werd gereden. Hij sloot het seizoen af met twaalf punten als achttiende, maar hij was in slechts een race gefinished. 

### Heron Suzuki
In 1976 bestond het voormalige team Suzuki GB, dat nu Heron Suzuki heette, uit John Newbold, John Williams en Barry Sheene voor de wedstrijden in het wereldkampioenschap. Percy Tait werd ingehuurd om te helpen met de ontwikkeling van de Suzuki RG 500 van Sheene. In ruil daarvoor kreeg hij voor Britse en Ierse nationale races de beschikking over een Suzuki RG 500 en een Suzuki TR 750, waarmee hij de 750cc-race van de North West 200 won. 

### Britse en Ierse nationale races

#### Thruxton 500
De Thruxton 500 was een 500mijls-endurancerace die met twee coureurs per motorfiets werd verreden. Percy Tait won de race in 1967 met Rodney Gould op een Triumph T100R Daytona Super Sports, in 1969 met Malcolm Uphill, eveneens op de T100R Daytona Super Sports en in 1971 met Dave Croxford op een T150 Trident.

#### Ulster Grand Prix
In 1975, toen de Ulster Grand Prix geen WK-race meer was, won Tait de 1000cc-race met een Yamaha TZ 700 op het Dundrod Circuit. 

#### North West 200
In de North West 200 eindigde hij in 1970 als tweede in de 750cc-Production Race en in 1976 met een Heron-Suzuki RG 500 derde in de 500cc-race en met een Heron-Suzuki TR 750 als eerste in de 750cc-race.

### Bold D'Or
Percy Tait won samen met Ray Pickrell de Bol d'Or van 1971. De Triumph T150 Trident was per abuis ingeschreven als BSA A75 Rocket 3, waardoor in de officiële uitslag "BSA" kwam te staan.

### Slippery Sam en Son of Sam

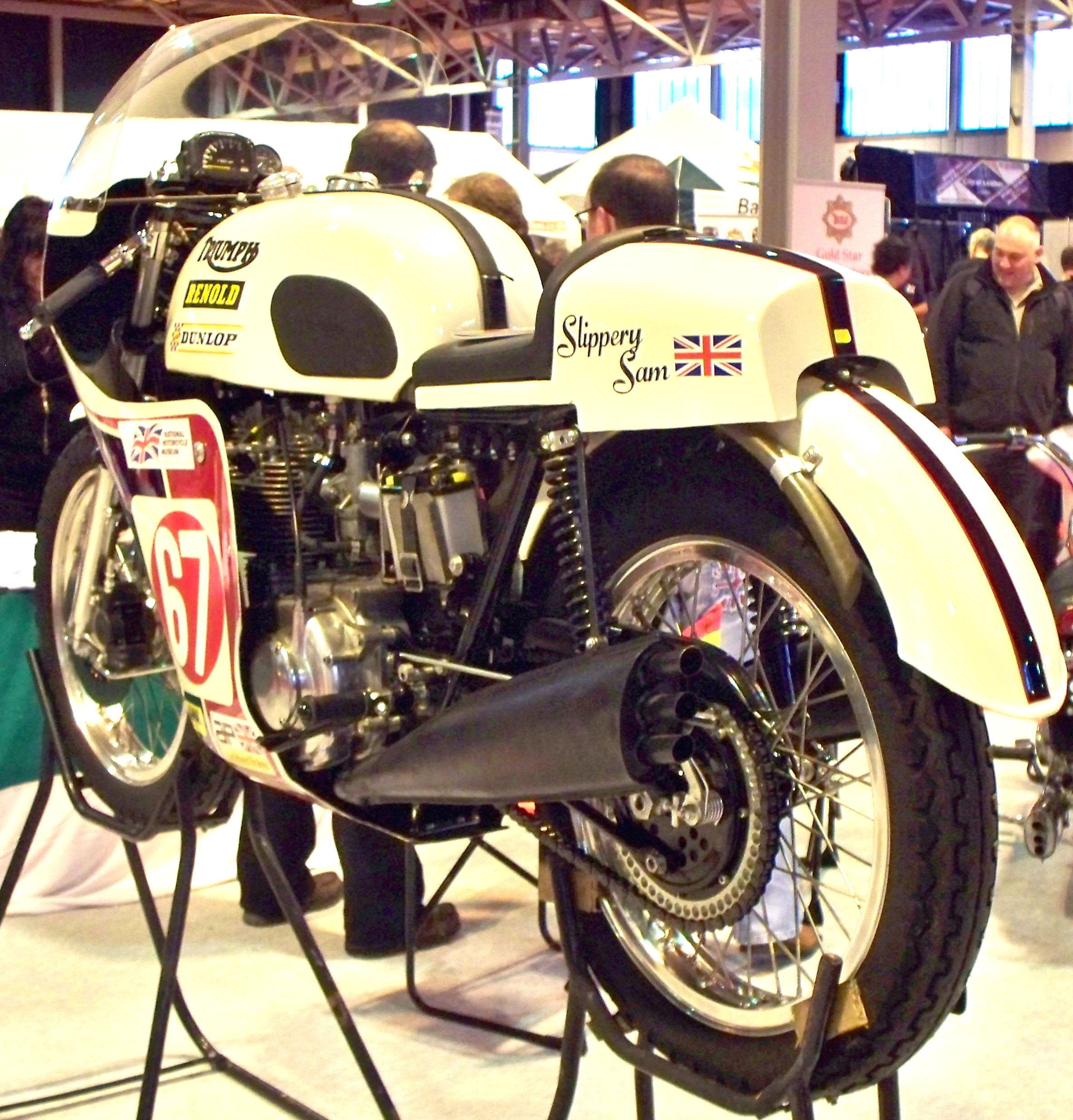
Slippery Sam.

Een van de Triumph Trident racers kreeg de bijnaam "Slippery Sam" en hij werd zelfs een beroemdheid. Het was een van de drie machines die aanvankelijk door Doug Hele voor de Production 750 TT van 1970 waren gebouwd. Tijdens de Bol d'Or 24-uursrace van 1970 werd de machine met nummer 2 bestuurd door Percy Tait en Steve Jolly. Door een defecte oliepomp werden de coureurs bijna volledig nat gespoten met olie, die zelfs in hun laarzen zat. Na verschillende keren olieverversen besloot het team te stoppen. Op aandringen van de Franse importeur ging men vanaf de 75e plaats echter weer van start en het team eindigde op de vijfde plaats. De race werd gewonnen door Tom Dickie en Paul Smart, eveneens met een Triumph Trident. Percy Tait noemde de motor "Old Slippery" en journalist Bob Curry gaf de machine in een artikel de naam Slippery Sam.
Hierna werd Slippery Sam de enige machine die vijf jaar achter elkaar een race in de Isle of Man TT won. Dat gebeurde in 1971 en 1972 met Ray Pickrell, in 1973 met Tony Jefferies en in 1974 met Mick Grant. Bij een brand in het National Motorcycle Museum in Birmingham (2003) werd 'Sam' grotendeels verwoest. Les Williams, de originele constructeur van 'Sam', restaureerde de motor weer tot in originele staat.
In 1975 werd een vervanger voor Slippery Sam gebouwd, Son of Sam, een productieracer waarmee Alex George en Dave Croxford de Production 750 TT van 1975 wonnen. 

## Motordealer
Na de sluiting van de Triumph-fabriek in Meriden in 1983 werd Percy Tait tot 2003 dealer van het merk Suzuki.

## Schapenfokker
Hierna werd Percy Tait een succesvol schapenhouder. Met zijn schapen won hij de Royal Agricultural Show, de Royal Welsh Show en de Royal Highland Show in Schotland met zijn Bleu du Maine-schapen en Rouge Shearling ooien. Zijn boerderij in Worcestershire is het thuis van de Knighton-kudde.

## Isle of Man TT resultaten
| Jaar | Klasse                         | Team    | Motorfiets                   | Plaats | Winnaar                                                      |
| ---- | ------------------------------ | ------- | ---------------------------- | ------ | ------------------------------------------------------------ |
| 1954 | Clubmans Senior TT             | Privé   | Gold Star Clubman            | 6e     | Alistair King, BSA Gold Star Daytona                         |
| 1955 | Junior TT                      | Privé   | AJS 7R                       | 15e    | Bill Lomas, Moto Guzzi Monocilindrica 350                    |
| 1955 | Senior TT                      | Privé   | Norton 30M Manx              | DNF    | Geoff Duke, Gilera 500 4C                                    |
| 1957 | Junior TT                      | Privé   | Norton 40M Manx              | 24e    | Bob McIntyre, Gilera 350 4C                                  |
| 1957 | Senior TT                      | Privé   | Norton 30M Manx              | DNF    | Bob McIntyre, Gilera 500 4C                                  |
| 1961 | Lightweight 125 cc TT          | Privé   | Ducati 125 Grand Prix        | DNF    | Mike Hailwood, Honda 2RC 143                                 |
| 1961 | Junior TT                      | Privé   | Norton 40M Manx              | 17e    | Phil Read, Norton 40M Manx                                   |
| 1965 | Lightweight 250 TT             | Privé   | Royal Enfield Continental GT | DNF    | Jim Redman, Honda 3RC 164                                    |
| 1967 | Production 500 TT              | Triumph | T100R Daytona Super Sports   | DNF    | John Hartle, Triumph T100R Daytona Super Sports              |
| 1968 | Senior TT                      | Triumph | T100R Daytona Super Sports   | DNF    | Giacomo Agostini, MV Agusta 500 3C                           |
| 1971 | Formula 750 TT                 | Triumph | Trident T150 racer           | DNF    | Tony Jefferies, Triumph Trident T150 racer                   |
| 1974 | Formula 750 Classic TT         | Triumph | Trident T150 racer           | 4e     | Chas Mortimer, Yamaha TZ 700                                 |
| 1974 | Production 1000 TT             | Triumph | Trident T150 racer           | DNF    | Mick Grant, Triumph Trident "Slippery Sam"                   |
| 1975 | Junior TT                      | Privé   | Yamaha TZ 350                | 25e    | Charlie Williams, Yamaha TZ 350                              |
| 1975 | Senior TT                      | Privé   | Yamaha TZ 350                | DNF    | Mick Grant, Kawasaki H 1 R                                   |
| 1975 | Formula 750 Classic TT         | Privé   | Yamaha TZ 700                | 2e     | John Williams, Yamaha TZ 700                                 |
| 1975 | Production TT (met Bill Smith) | Privé   | Honda 500                    | DNF    | Dave Croxford en Alex George, Triumph Trident "Slippery Sam" |

## Wereldkampioenschap wegrace resultaten
| Jaar | Klasse | Team    | Motorfiets                   | 1       | 2       | 3       | 4       | 5       | 6       | 7     | 8     | 9     | 10      | 11      | 12      | 13    | Punten | Plaats | Wereldkampioen                                       |
| ---- | ------ | ------- | ---------------------------- | ------- | ------- | ------- | ------- | ------- | ------- | ----- | ----- | ----- | ------- | ------- | ------- | ----- | ------ | ------ | ---------------------------------------------------- |
| 1955 | 350 cc | Privé   | AJS 7R                       |         | FRA -   | IOM 15  | DUI -   | BEL -   | NED -   | ULS - | NAT - |       |         |         |         |       | 0      | -      | Bill Lomas, Moto Guzzi Monocilindrica 350            |
| 1955 | 500 cc | Privé   | Norton 30M Manx              | SPA -   | FRA -   | IOM DNF | DUI -   | BEL -   | NED -   | ULS 8 | NAT - |       |         |         |         |       | 0      | -      | Geoff Duke, Gilera 500 4C                            |
| 1957 | 350 cc | Privé   | Norton 40M Manx              | DUI -   | IOM 24  | NED -   | BEL -   | ULS -   | NAT -   |       |       |       |         |         |         |       | 0      | -      | Keith Campbell, Moto Guzzi Monocilindrica 350        |
| 1957 | 500 cc | Privé   | Norton 30M Manx              | DUI -   | IOM DNF | NED -   | BEL -   | ULS -   | NAT -   |       |       |       |         |         |         |       | 0      | -      | Libero Liberati, Gilera 500 4C                       |
| 1961 | 125 cc | Privé   | Ducati 125 Grand Prix        | SPA -   | DUI -   | FRA -   | IOM DNF | NED -   | BEL -   | DDR - | ULS - | NAT - | ZWE -   | ARG -   |         |       | 0      | -      | Tom Phillis, Honda 2RC 143 en RC 144                 |
| 1961 | 350 cc | Privé   | Norton 40M Manx              |         | DUI -   |         | IOM 19  | NED -   |         | DDR - | ULS - | NAT - | ZWE -   |         |         |       | 0      | -      | Gary Hocking, MV Agusta 350 4C / MV Privat 350 4C    |
| 1965 | 250 cc | Privé   | Royal Enfield Continental GT | VST -   | DUI -   | SPA -   | FRA -   | IOM DNF | NED -   | BEL - | DDR - | TSL - | ULS -   | FIN -   | NAT -   | JAP - | 0      | -      | Phil Read, Yamaha RD 56                              |
| 1966 | 250 cc | Privé   | Royal Enfield Continental GT | SPA DNF | DUI -   | FRA -   | NED -   | BEL -   | DDR -   | TSL - | FIN - | ULS - | IOM -   | NAT -   | JAP -   |       | 0      | -      | Mike Hailwood, Honda RC 165                          |
| 1967 | 500 cc | Triumph | T100R Daytona Super Sports   |         | DUI -   |         | IOM -   | NED -   | BEL -   | DDR - | TSL - | FIN - | ULS DNF | NAT -   | CAN -   |       | 0      | -      | Giacomo Agostini, MV Agusta 500 3C                   |
| 1968 | 500 cc | Triumph | T100R Daytona Super Sports   | DUI -   | SPA -   | IOM DNF | NED -   | BEL -   | DDR -   | TSL - | FIN - | ULS 4 | NAT -   |         |         |       | 3      | 18e    | Giacomo Agostini, MV Agusta 500 3C                   |
| 1969 | 500 cc | Triumph | T100R Daytona Super Sports   | SPA -   | DUI -   | FRA DNF | IOM -   | NED DNF | BEL 2   | DDR - | TSL - | FIN - | ULS DNF | NAT DNF | ADR DNF |       | 12     | 18e    | Giacomo Agostini, MV Agusta 500 3C                   |
| 1970 | 500 cc | Triumph | T100R Daytona Super Sports   | DUI -   | FRA -   | ADR -   | IOM -   | NED -   | BEL DNF | DDR - | TSL - | FIN - |         |         |         |       | 10     | 16e    | Giacomo Agostini, MV Agusta 500 3C                   |
| 1970 | 500 cc | Privé   | Seeley                       |         |         |         |         |         |         |       |       |       | ULS 3   | NAT -   | SPA -   |       | 10     | 16e    | Giacomo Agostini, MV Agusta 500 3C                   |
| 1971 | 500 cc | Privé   | Seeley                       | OOS -   | DUI -   | IOM -   | NED -   | BEL -   | DDR -   | TSL - | ZWE - | FIN - | ULS 4   | NAT -   | SPA -   |       | 8      | 18e    | Giacomo Agostini, MV Agusta 500 3C                   |
| 1975 | 350 cc | Privé   | Yamaha TZ 350                | FRA -   | SPA -   | OOS -   | DUI -   | NAT -   | IOM 25  | NED - |       |       | FIN -   | TSL -   | JOE -   |       | 0      | -      | Johnny Cecotto, Yamaha TZ 350 / Bimota-Yamaha TZ 350 |
| 1975 | 500 cc | Privé   | Yamaha TZ 350                | FRA -   |         | OOS -   | DUI -   | NAT -   | IOM DNF | NED - | BEL - | ZWE - | FIN -   | TSL -   |         |       | 0      | -      | Giacomo Agostini, Yamaha TZ 500                      |